# Tomismo

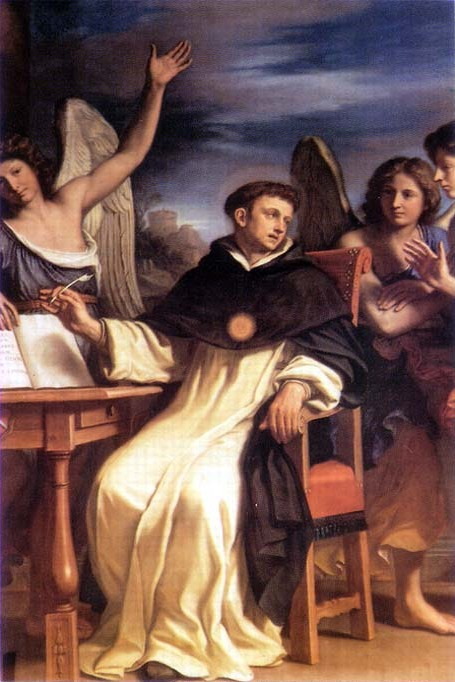
Tommaso d'Aquino scrive ispirato dagli angeli

Il tomismo è il pensiero filosofico di san Tommaso d'Aquino, da molti considerato il più significativo dell'età medievale.
Secondo Tommaso: 
«sebbene la verità della fede cristiana superi la capacità della ragione, tuttavia i princìpi naturali della ragione non possono essere in contrasto con codesta verità.»

## Motto
Da un passo della Summa Theologiae che ispirò l'insegnamento di Tommaso, l'Ordine domenicano derivò il celebre motto
contemplari et contemplata aliis tradere, contemplare e trasmettere agli altri ciò che si è contemplato.

## San Tommaso: allora ed ora
San Tommaso d'Aquino fu uno dei pensatori più eminenti della filosofia scolastica, che verso la metà del XIII secolo raggiunse il suo apogeo.

Egli indirizzò diversi aspetti della filosofia del tempo: la questione del rapporto tra fede e ragione, le tesi sull'anima (in contrapposizione ad Averroè), le questioni sull'autorità della religione e della teologia, che subordina ogni campo della conoscenza.

Tali punti fermi del suo pensiero furono difesi da diversi suoi seguaci successivi, tra i quali Reginaldo da Piperno, Tolomeo da Lucca, Giovanni di Napoli, il domenicano francese Giovanni Capreolus, Antonino di Firenze e nel XIX secolo Serafino Sordi. Infine però, con la lenta dissoluzione della Scolastica, si ebbe parallelamente anche la dissoluzione del Tomismo.
Ancora nel XXI secolo il pensiero di Tommaso d'Aquino trova ampio consenso anche in ambienti non cattolici (studiosi protestanti statunitensi, ad esempio, che lo ritengono uno dei più brillanti e influenti teologi della storia della Chiesa e imprescindibile per contestualizzare la Riforma) e perfino non cristiani, grazie al suo metodo di lavoro, fortemente razionale ed aperto a fonti e contributi di ogni genere (come nella Summa contra gentiles): la sua indagine intellettuale procede dalla Bibbia agli autori pagani (come Aristotele), dagli ebrei (come la Guida dei perplessi di Maimonide) ai musulmani (come Avicenna), senza alcun pregiudizio, ma tenendo sempre il suo centro nella Rivelazione cristiana.
La sua ricerca culmina nella Summa Theologiae (cioè "Somma di teologia"), in cui tratta in maniera sistematica il rapporto fede-ragione ed altre grandi questioni teologiche.
Secondo Étienne Gilson, Cornelio Fabro, Joseph de Finance, Mieczyslaw Albert Krapiec e Réginald Garrigou-Lagrange, Tommaso d'Aquino rappresentò il vertice della "filosofia dell'essere", una tradizione metafisica che è un bene da preservare.

## Il metodo della metafisica
La metafisica studia la realtà tutta secondo l'orizzonte più ampio possibile e non si occupa delle singole determinazioni del reale, che sono oggetto delle scienze particolari, ma la studia in quanto tale.
(Tommaso d'Aquino in Met. XI, l.3 n.1)
La realtà colta nella sua assolutezza ci rivela la sua struttura e i suoi principi che sono così evidenti da abbagliarci, tanto che se è impossibile coglierne in modo completo la verità, è altrettanto impossibile non coglierla in modo assoluto.
(Tommaso d'Aquino in Met. II, l.1 n.10)
Ecco perché lo studio della metafisica è facile e difficile allo stesso tempo. Facile perché i principi di cui tratta sono ovvi e di per sé noti a tutti tanto da essere impliciti in ogni discorso umano. Difficile perché, per quanto siano ovvi, questi principi non sono banali e non li si coglie mai in tutta la loro profondità.
(Tommaso d'Aquino in Symbolum, proemium)

### I princìpi della metafisica
La verità dei princìpi non si afferma da sola, ed è sempre colta in modo umano, ossia imperfetto; per questo al filosofo è chiesta un'umile disposizione d'animo per accoglierla. Per cogliere questa verità nascosta non si può partire da princìpi, perché sono proprio quelli che si stanno indagando, ma si deve fare un'analisi fenomenologica della realtà e dell'esperienza dell'uomo per far emergere il non detto del detto, ossia ciò che necessariamente si deve ammettere, anche solo implicitamente, perché quello che si dice sia un dire sensato.
Così come un illetterato può parlare correttamente la sua lingua pur non conoscendo le regole della grammatica, e solo studiando la sintassi si rende conto delle regole che ordinano il suo parlare; regole che peraltro anche ignorandole venivano da lui usate anche prima di conoscerle. Così tutti gli uomini nel loro pensiero e nel loro parlare usano correttamente i principi della metafisica, almeno implicitamente, e il compito del filosofo è condurre alla luce della ragione questi principi.
Il punto di forza della filosofia aristotelico-tomista è l'autoevidenza dei principi innati innati della ragione la cui negazione implica una loro affermazione implicita.
(Tommaso d'Aquino in Contra Gentiles I, c.7 n.2)

### Il metodo elenctico
È da questa osservazione che nasce il famoso metodo confutativo (o elentico), che confronta diverse tesi poste nell'agone della dialettica per scartare quelle che si mostrano contraddittorie, o quelle che risultano estranee all'esperienza.
I percorsi per invalidare una tesi metafisica sono, infatti, due: 
- nel primo si mostra l'intrinseca contraddittorietà di quegli assunti che implicano la negazione e l'affermazione della stessa cosa nel medesimo tempo e sotto il medesimo aspetto;
- nel secondo si evidenzia l'insostenibilità di tesi che non hanno riscontro nell'esperienza comune e che quindi, non rientrando nell'indagine razionale, sono catalogabili come opinione o fede.

Il metodo confutativo procede per negazioni: scartando le dottrine contraddittorie e insostenibili fa emergere, come una statua da un blocco di marmo, la verità, e perché la figura che viene a mano a mano emergendo sia ben definita, bisogna ricercare tutte le tesi possibili per vagliarle e ottenere, per negazione, una verità sempre più profonda.
In questa incessante ricerca non esiste un oggetto d'indagine perché chi ricerca si ritrova a studiare anche sé stesso, il suo pensiero e il suo linguaggio. È più corretto dire allora che la metafisica abbia un tema, un tema che è come un orizzonte unico e ampio fino a comprendere tutto, la realtà e chi la indaga.
In proposito è bene ricordare che non è possibile separare acriticamente l'oggetto dal soggetto conoscente giacché: 
(Tommaso d'Aquino in De Anima III, l.2 n.9)
 per cui l'oggettività della cosa conosciuta, l'oggettività dell'oggetto, si risolve tutta nell'essere conosciuto, ossia nell'esser presente, mentre la soggettività del soggetto si risolve tutta nella presenza dell'oggetto. Soggetto e oggetto sono due concetti distinti ma non separabili, in quanto l'uno è tale grazie alla presenza dell'altro.
Tommaso adottò un metodo detto risolutivo-compositivo. Si trattava di un metodo circolare che prevedeva una fase ascendente (detta resolutio) dagli enti all'Esse ipsum subsistens, propria delle Cinque Vie, e una seconda fase discendente, che muoveva da Dio agli enti particolari. Diversamente dai Neoplatonici, il circolo partiva dalla fase ascendente, che in Tommaso non possedeva un carattere esegetico-morale, ma solo speculativo.

### L'essere, il pensiero e il linguaggio
L'essere, il pensiero e il linguaggio sono i poli del tema della metafisica, sono diversi modi di un'unica realtà, e questo non perché si stabilisce arbitrariamente che il pensiero dell'uomo sia rivelatore della realtà, bensì perché non è possibile che sia altrimenti. Il pensiero è sempre pensiero dell'essere, e l'essere è sempre colto nel pensiero. Ipotizzare una dimensione alternativa, come per esempio l'esistenza di una realtà che fugga di per sé la nostra conoscenza, è agli occhi del filosofo una tesi acritica e insostenibile in sede filosofica, essa può al massimo essere considerata come opinione o fede.
(Tommaso d'Aquino in De Veritate, q.11 a.1 - co)
L'unità intenzionale di essere e pensiero è l'esperienza stessa, intesa come insieme di conoscenze, sentimenti, cultura, vita e storia. L'esperienza è per questo un tema onnicomprensivo, circoscrivente e non circoscritto, tale da escludere assolutamente che ci si possa porre al di fuori di essa.
Nello studio della metafisica non esiste un inizio privilegiato, proprio perché essa non ha un oggetto isolato di indagine, ma un tema (e come tale non è possibile vederlo dal di fuori), non è possibile partire da principi e dedurre conclusioni, come si usa invece fare con le scienze esatte. Ogni esperienza non si presenta mai in modo di per sé concluso, ma la si coglie solo nel suo riferimento organico con tutte le altre esperienze.
L'identità di una singola cosa la si vede nella differenza dalle altre e la differenza tra le cose la si vede nell'identità dei singoli; identità e differenza s'intendono solo dialetticamente e si semantizzano reciprocamente (Tommaso d'Aquino in Met. X, l.4 nn.33-34). Tutte le singole cose si relazionano a tutto, ogni entità viene intesa nella relazione con tutte le altre e all'uomo non è possibile esaurire la verità su una cosa, perché questa coinvolge il tutto. Se, per esempio, si volesse capire tutta la verità della Divina Commedia, non ci si potrebbe esimere dallo studiare l'autore e il suo pensiero, e così ancora si dovrebbe studiare il suo tempo e la mentalità della sua gente. Quindi si dovrebbe recuperare tutta la storia precedente per capire come è potuto nascere un tale poeta, e la storia successiva per vedere come ha influenzato la società, e così ogni nuovo elemento ne richiede un altro, in una continua correlazione.
Il senso d'essere dell'ens è quello stabilito dall'ontologia medioevale, che intende l'ens come ens creatum, al di là del quale sta solo l'ens infinitum, il solo increatum, cioè Dio.

### La logica tomista
Gli elementi della logica tomista, ripresa da quella aristotelica sono: genere e specie, universale e particolare,  le categorie, le definizioni e i predicabili; quindi l’enunciato, il sillogismo, la dimostrazione e l'induzione.
Secondo Tommaso d'Aquino, ai cinque sensi esterni corporei (distinti in sensi superiori ed inferiori) e al "senso comune", si aggiungono poi i sensi interni: memoria, fantasia (chiamata anche "immaginazione"), e la "cogitativa", che è facoltà sensibile (detta "aestimativa" negli animali) che coglie da molti diversi ricordi un qualcosa di comune, il phantasma ("il fantasma"). Tale atto di cogliere è detto esperimento (experimentum) ed è il pensare "Callia-uomo" e "Aristotele-uomo". Dall'esperimento l'intelletto attivo opera l'astrazione del concetto di "uomo" (simplex apprehensio); rivolgendosi di nuovo ai dati empirici (conversio ad phantasmata) formula giudizi come "Aristotele è un uomo", "Callia è un uomo". L'induzione parte da questi giudizi per formulare proposizioni universali (come "Ogni uomo è un animale razionale") principi e dimostrazioni sillogiastiche. Esperimento, astrazione ed induzione sono processi distinti.
Il magister offre all'allievo aiuti e strumenti intellettuali. In secondo luogo, gli mostra la derivazione delle conclusione a partire dai principi primi, che l'alunno potrebbe non essere in grado di raggiungere con la sola propria forza dialettica (ST I,117,1, r.).

## Un sistema filosofico
L'uomo è finito ed è una tessera del puzzle della realtà che tenta di comporre: per questi motivi, non è in grado di esaurire tutte le possibili relazioni della realtà. Anche qualora vi riuscisse, non saprebbe rispondere alla domanda di fondo: perché questo disegno e non un altro? Perché questa realtà e non un'altra? Che cosa giustifica questa realtà, che cosa le dà ragione di essere, se non può darsela da sola in modo esaustivo?
Queste domande arrivano per ultime nell'indagine filosofica, ma sono di per sé le prime, in quanto riguardano il fondamento stesso della realtà. Dallo studio della realtà (in senso generico, la fisica), si arriva allo studio del suo fondamento che sta oltre la realtà: la metafisica.
Per condurre un discorso metafisico si può partire da qualunque esperienza, ma se si vuole insegnare la metafisica a qualcuno si dovrà partire da esperienze che il discente possa personalmente verificare. Come già visto la conoscenza dei principi è naturalmente insita nell'uomo e ogni nuovo apprendimento viene allora da una conoscenza già acquisita anche se non pienamente in atto.
(Tommaso d'Aquino in De Veritate, q.11 a.1 - co)
Uno dei migliori inizi per il discorso metafisico è quello che descrive un'esperienza accessibile e verificabile a tutti: il processo di conoscenza e la sua espressione nel linguaggio.
Non ci si aspetti però un discorso che parte da principi e giunge a conclusioni, questo è il metodo delle scienze particolari, il filosofo deve invece partire nell'esposizione da esperienze facilmente verificabili per introdurre una visione d'insieme della realtà che non può essere dedotta ma intuita. Colui che ascolta, se vuole capire, deve inizialmente accettare come valide alcune categorie di pensiero e alcune dimostrazioni, anche se la giustificazione è data in un secondo tempo. Questo perché è più importante intendere, intuendo, l'insieme del discorso che capire ogni singola dimostrazione, la quale dipende per la sua comprensione proprio dall'intero del sistema.
Lo sviluppo del sistema filosofico è sempre più dettagliato grazie all'esplorazione sempre più profonda della realtà, e tutti i discorsi in questo sistema si legano tra loro con un'infinita serie di relazioni, quindi si può sostenere che la validità del sistema è che sia rispondente all'esperienza e che tutto si tenga, ossia che non si contraddica internamente.

### La ricerca della verità e il valore del dialogo
Nella teologia di san Tommaso il fine ultimo della vita umana è la visione della verità e la contemplazione di Dio. Il fine è l'unione la visione eterna di Dio, che consiste nell'esperienza personale di una visione totale e perfetta dell'essenza di Dio, e una partecipazione alla sua gioia senza fine. La visione può essere vissuta in questa vita attraverso l'inabitazione delle Trinità nell'anima umana, ma è possibile al massimo grado di perfezione e senza fine soltanto dopo la morte, come dono di Dio verso quanti hanno sperimentato la salvezza e redenzione attraverso Cristo. L'appartenenza al suo Corpo mistico è l'unica possibilità di salvezza (extra Ecclesiam nulla salus).
Il fine dell'unione con Dio ha delle implicazione nella vita umana terrena. Tommaso afferma che la libera volontà individuale deve essere ordinata dalla ragione alla carità, alla pace e alla santità, e tali orientamenti sono la via per il raggiungimento della felicità. La relazione tra volontà e fine preesiste e si dà in una legge naturale, in quanto "la rettitudine della volontà consiste nel suo essere ordinata al proprio fine ultimo [che è la visione beatifica di Dio]". Coloro che veramente vedono e veramente credono in Dio, necessariamente amano ciò che Dio ama. Questo amore richiede moralità e genera frutti nelle scelte di vita quotidiana. <ref>Kreeft, p. 383.</ref>
Nella Summa Theologiae, sostiene che l'ordine della ragione è l'ordine della realtà, per cui gli organi sessuali in quanto attribuzioni di ordine naturale non sono state né sottratte, né conferite dal Creatore all'uomo a motivo del peccato, ma per generare mediante la copula, allo stesso modo che per gli altri animali perfetti, secondo la vita animale posseduta anche prima del peccato. Perciò, ritiene che non è ragionevole l'opinione di vari teologi contemporanei secondo la quale lo stato di innocenza prima del peccato nega l'uso degli organi sessuali (I, q. 98, a. 2 ad 3.) e l'intensità del piacere in genere, così come il ritorno a questa. Alla ragione non spetta rendere minore il piacere dei sensi, ma impedire che la facoltà del concupiscibile aderisca sfrenatamente al piacere dei sensi; e sfrenatamente qui significa oltre i limiti della ragione.

La completa insensibilità ad ogni genere di emozioni sessuali viene giudicata nella Summa Theologiae un vizio vero e proprio (II-II, q. 142, a. 1).
L'attività intellettuale nella forma della ricerca della verità (quando la ragione accetta di porsi al servizio della verità) è il suo primo dovere morale oltre che la prima fonte di piacere e felicità dell'uomo, preminente al piacere della vita famigliare e sessuale finalizzata allo scopo unitivo e procreativo. Finché resta qualcosa da desiderare e cercare, l'uomo non è felice; la perfezione di ogni facoltà è in rapporto al genere del suo oggetto, e il genere dell'intelletto umano è conoscere l'essenza della cosa, non solo l'essenza dell'effetto che porta a sapere che una causa c'è, ma l'essenza della sua causa prima, per cui l'uomo ha un bisogno naturale, ancorché non sempre utile ai suoi fini pratici, di conoscere la causa delle cose.
Poiché solo Gesù Cristo è Via, Verità e Vita, nessun singolo uomo o periodo storico può avanzare la pretesa di possedere la verità tutta intera, e nemmeno che tutto ciò che afferma sia vero, ancorché non completo. La verità per Sua natura è distribuita fra essere umani di diverse fedi e provenienza, e si disvela nei vari periodi storici.
Per il primo motivo, la ricerca della verità impone un dialogo aperto, mentre per il secondo questo dialogo è incessante ed ininterrotto, rivolto ai contemporanei, ai posteri e al pensiero passato.
Il dialogo con i contemporanei non è finalizzato a una mera reciproca conoscenza, ammirazione vicendevole o a una collaborazione per entrare nella storia, ma alla conoscenza della verità comune ed oggettiva parzialmente presente in tutte le parti dialoganti.
Non importa la provenienza della verità, chi la dica, poiché la fonte prima è lo Spirito Santo, ma conoscere la veritatis rerum.
(Super evangelium Joannis, capitolo 1, lectio 3)
(Commento al libro di Giobbe, 13, 19)
(ST, I-II, q. 109, a. 1)
Tale concetto è ribadito anche nel fondamentale Commento al Vangelo di Giovanni.
La conoscenza delle verità naturali deriva dal solo lume della luce naturale, senza la necessità di ulteriori doni soprannaturali o senza l'inabitazione divina che reca con sé la grazia.
Parimenti, al filosofo, teologo e pensatore in genere non interessa sapere la storia o la intenzione profonda dei pensatori passati, ma la verità presente nei loro scritti. 
(De Coelo et Mundo i, 22, 8)
Tommaso assume una posizione radicale contro quel principio di autorità (una cosa è vera in base all'autorevolezza di chi l'ha affermato), che successivamente sarà più volte utilizzato per affermare l'unicità e veridicità della filosofia scolastica e del pensiero aristotelico, e che sarà contestato da Galilei col metodo scientifico moderno.
Questa operazione può condurre il pensatore a confondere intenzionalmente o comunque a rendere difficile per i suoi lettori la distinzione fra il pensiero originale del filosofo greco o arabo, e ciò che il commentatore scolastico aggiunge o vorrebbe fargli dire: la filologia successiva introdurrà come regola metodologica l'importanza della distinzione fra la fedeltà ai testi originali e le elaborazioni del commentatore.

### Verità e tolleranza
Tommaso d'Aquino si era posto il quesito “se gli infedeli, i non-cristiani possano essere costretti ad abbracciare la fede cristiana”, e chiarisce il rapporto tra verità e tolleranza. Il tema della tolleranza, non era stato trattato di per sé, ma nel quadro della virtù teologale della fede.
Il potere civile si fonda sulla legge naturale (individuata con la ragione) e non quindi sulla legge divina rivelata, che implica un'adesione di fede. Il filosofo aveva asserito, con chiarezza, i limiti e le competenze del potere statuale nei confronti della persona umana, scrivendo: Homo non ordinatur ad communitatem politicam secundum se totum et secundum omnia sua, et ideo non oportet quod quilibet actus eius sit meritorius vel demeritorius per ordinem ad communitatem politicam. Sed totum quod homo est, et quod potest et habet, ordinandum est ad Deum ; et ideo omnis actus hominis bonus vel malus habet rationem meriti vel demeriti apud Deum.
Poiché la fede è un atto della volontà (quia credere voluntatis est), la fede non può essere imposta con la forza: "questi infedeli (non cristiani) non possono in alcun modo essere costretti ad abbracciare la fede cristiana perché credere è un atto della volontà (quia credere voluntatis est). Se i fedeli cristiani fanno la guerra agli infedeli, non è per obbligarli a credere, giacché anche se, dopo averli vinti, essi li avessero fatti prigionieri, essi dovrebbero lasciare a costoro la libertà nel caso in cui questi infedeli (non cristiani) volessero diventare credenti".

Né lo Stato può punire la mancata conversione, in quanto nella trattazione dei poteri dello Stato e della pubblica autorità aveva rilevato che all'autorità statuale non spetta cohibere omnia vitia, ma solo quelli che danneggiano il bene comune di tutti gli uomini.
I riti dei pagani possono essere tollerati “sia a motivo della quiete sociale che ne deriva, sia a motivo del male che viene evitato. Per quanto riguarda poi gli ebrei occorre anche dire che c'è un bene reale nel fatto che essi continuino ad osservare il loro rito (….) ed è per questo che gli ebrei sono tollerati nella prosecuzione dei loro riti”.
sulla questione della opportunità di battezzare i piccoli neonati degli ebrei o di altri infedeli non cristiani, Tommaso d'Aquino ha dato risposta negativa, in quanto la Chiesa cristiana non ha mai ammesso che gli infanti fossero battezzati contro il parere dei loro genitori e in quanto questo ripugnerebbe ai principi del diritto naturale (dei genitori sui loro figli).

## Le cinque vie di Tommaso e la metafisica
Tommaso propone dunque cinque vie per dimostrare l'esistenza di Dio. Per rendere valide le argomentazioni, Tommaso ricorre (in ordine) alle categorie aristoteliche di "potenza" e di "atto", alla nozione di "essere necessario" e di "essere contingente" (desunta da Avicenna), ai gradi di perfezione (di stampo platonico) e alla presenza di finalità negli esseri privi di conoscenza.
- Prima via: Ex motu:

- Seconda via: Ex causa:

- Terza via: Ex contingentia:

- Quarta via: Ex gradu perfectionis:

- Quinta via: Ex fine:

(Tommaso d'Aquino. Summa theologiae, I, questione 2, articolo 3)
Tommaso fornisce queste 5 prove dell'esistenza di Dio al culmine della metafisica, la disciplina nata nell'antichità con l'intento di partire dalla physis (natura) per raggiungere induttivamente e per caratterizzare il mondo immateriale ed invisibile. 
In modo analogo, Aristotele affermò che "l’intera catena di processi causali nel mondo naturale, prevede che ci sia sempre «un atto anteriore all’altro, fino a che non
si giunga al Motore primo eterno»".
Forte è l'interesse di Tommaso per il mondo dei fenomeni e per le scienze, grazie al maestro Alberto Magno, uomo universale.
Però, ci avverte di non dare mai per assolutamente certe le teorie scientifiche, perché può sempre accadere che gli uomini pensino a qualche nuova teoria, da nessuno elaborata prima. Si noterà, qui, la fiducia critica nella ragione umana, che contraddistingue l'Aquinate: libertà di indagine, ma cautela nelle conclusioni.
Aristotele era giunto a concepire l'essere come pensiero di pensiero; essere che si pone pensando sé stesso, superando il politeismo antico verso un monoteismo più vicino al nostro.
Tommaso inizia una trattazione teologica dell'essere, ritenendo questo compito un'opera che la ragione non può assolvere compiutamente. Si apre qui lo spazio per l'esame di quanto la fede ci propone, come sussidio ed integrazione del lavoro puramente razionale: Tommaso pensa che, in linea di principio, ragione e fede, provenienti entrambe da Dio, non possano mai essere in contrasto tra loro.
Le cinque vie di san Tommaso costituiscono tuttora per la Chiesa Cattolica e per altri laici un argomento valido e incontestato per giungere alla conoscenza di Dio.

### Il rapporto con la filosofia greca
Tommaso attinge pienamente dal pensiero di Platone e Aristotele, ma egli stesso rileva le differenze radicali nella concezione di Dio, poste fra le due filosofie tomista e greca.
Pure Hegel, che concepiva la filosofia come sistema unico e chiuso («la filosofia è sistema»), non considerò il pensiero tomista come una continuazione e generalizzazione della filosofia greca.

L'essere del pensiero tomista è Atto puro, massimo come qualità e intensità, oltreché come quantità ed estensione.
Se Platone accettava l'esistenza di un infinito attuale in natura, l'Aquinate concorda con Aristotele sul fatto che l'infinito attuale non si dà separato, esistente in natura: nel mondo degli enti, l'infinito può esistere solo come infinito potenziale, che comunque sarebbe anomalo, perché diversamente dagli altri enti in potenza, è qualcosa che non si realizza mai come infinito in atto.

Aristotele non nega a priori l'infinità, l'esistenza di un infinito potenziale o attuale, anzi la usa ampiamente (Fisica, III, 4-8; VI, 2-7) in relazione al tempo e al continuo (in subordine, per discutere i paradossi di Zenone), senza indicare se si tratti di infinito potenziale o attuale. L'infinito potenziale non è pensato come una crescita infinita, oppure l'infinito tendere ad un numero-limite finito, ma come un'operazione che si ripete infinite volte, in genere di suddivisione, e che eppure si considera come conclusa quando viene identificata con l'insieme di tutti i suoi stadi (esempio: la suddivisione all'infinito del segmento).

Aristotele è convinto che l'uomo possa trovare la soluzione: per Aristotele può avvenire, perché l'essere umano ha nell'attività di per sé “senza fine” del proprio intelletto quella stretta connessione con l'infinito che gli rende possibile “pensarlo”, anche in atto (cfr. Fisica, III, 4; cfr. Tommaso d'Aquino, In Physicorum, III, lect. 7).

Tommaso fornisce la soluzione nella trascendenza dell'infinito attuale (Atto Puro, Dio) rispetto al mondo degli enti.
Il Dio di Aristotele è un Motore Immobile, causa finale che è amata da ogni ente, e che ogni ente attrae a sé, ma che non muove o crea nulla: non è causa efficiente. Al contrario, il Demiurgo di Platone cala le idee nel mondo sensibile, muove ed è causa efficiente (in senso greco), personale (intelligente e libera) del mondo sensibile, ma non è la causa finale. Il pensiero di Platone in questo è superiore ad Aristotele.
Secondo Tommaso, Dio è sia causa finale che attrae a sé gli enti come Amore e Sommo bene, sia causa efficiente incausata e creatrice ex-nihilo.
Tommaso diversamente dal Motore Immobile di Aristotele, definisce Dio come Primo Mobile limite contenente; diversamente, dal Demiurgo di Platone, il Dio tomista non pone le idee a lui esterne nel mondo sensibile, ma crea dal nulla (avendole già in sé).
In accordo con Aristotele, la filosofia tomista riconosce quattro tipi di cause: materiale, formale, efficiente, finale. Il Demiurgo di Platone è soltanto una causa formale e perciò non può essere assimilato al Dio cristiano; il Motore immobile di Aristotele, che è "Pensiero di Pensiero" autocontemplativo, è soltanto causa finale. Il Dio tomista è causa prima efficiente creatrice ex-nihilo, che dona agli enti l'esistenza e le loro perfezioni.
L'essere della filosofia greca è un esse comune seu in genere, ciò che tutti gli enti hanno in comune e condividono (come il vivere, e l'esserci, l'essere in un dato e singolo spazio-tempo), è un concetto "debole" di essere, inteso come estensione-quantità massima, ma intensità-qualità minime: questo essere - dirà Hegel - è privo di qualità, e in questo identico al nulla, di esso non si può nemmeno parlare e dire parola senza cadere subito in contraddizione -indicibile e ineffabile come l'Uno di Plotino, ultimo filosofo del pensiero greco. Questo essere - dirà Hegel - non può essere distinto dal nulla e cade nel suo contrario, dopodiché entrambi trovano un terzo momento di sintesi nel divenire: prima dell'essere e del nulla, come primo e come vertice della dialettica, si trova l'Assoluto, di cui non si può dire parola, ma che non è l'essere e precede pure il divenire.
Il Dio di Tommaso non è l'essere comune dei Greci e di Hegel, bensì è l'Essere in senso intensivo, individuale, personale e concretissimo, atto di tutti gli enti e plesso di tutte le perfezioni.
Secondo il monismo panteistico di Hegel, l'Assoluto è Dio che si manifesta e realizza nella storia; il Dio di Tommaso governa la storia del creato, ma è trascendente rispetto ad esso.
In Hegel il vertice da cui parte il movimento dialettico è l'Assoluto e il divenire ne è un momento successivo (antitesi): Assoluto, essere-non essere, divenire. Analogamente, in Tommaso il divenire non è presente in Dio (Atto puro, eterno presente), ma è un fatto che pertiene agli enti creati. 
Nel pensiero tomista Dio è l'Essere (con tutte le sue qualità e perfezioni) di cui si può parlare senza contraddirsi, mentre in quello idealista ad un Assoluto impredicabile segue un essere vuoto che finisce con l'identificarsi col nulla, e l'oggetto si arricchisce di qualità in perfezione e completezza solo con il tempo, col dispiegarsi dell'Assoluto nella storia.

### Le confutazioni di Kant
Immanuel Kant argomentò che le dimostrazioni dell'esistenza di Dio sarebbero riconducibili alla prova ontologica di sant'Anselmo d'Aosta, prova di cui lo stesso Kant avanzò una confutazione, sebbene anche Tommaso l'avesse già a sua volta contestata: per Tommaso infatti la dimostrazione esclusivamente a priori di Anselmo non sarebbe valida, perché l'uomo nelle sue conoscenze procede anche a posteriori.
Sono note tra l'altro varie refutazioni all'argomento di Kant.
Pure Hegel non criticò mai nel merito le cinque vie. Accettò come valido l'argomento anselmiano. Come Kant, critica il metodo della Scolastica di dimostrare l'infinito a partire dal finito, ma non ne afferma l'impossibilità. Per Hegel non è l'esistenza del finito che dimostra l'esistenza dell'infinito, al contrario è l'auto-contradditorietà del finito che è poi la sua non-esistenza, dimostrare l'infinito: 
Nella solita maniera di dimostrare, l'essere del finito sembra il fondamento dell'assoluto; c'è l'Assoluto, perché c'è il finito.
La verità è invece che poiché il finito è l'opposizione contraddicentesi in sé stessa, poiché esso non è, l'Assoluto è.(..) Il non essere del finito è l'essere dell'assoluto.»
(WL, Logica dell'Essenza)

#### Le refutazioni alle confutazioni di Kant
Le confutazioni di Kant si basavano in effetti sulla convinzione, che l'esistenza non fosse una 'perfezione', ma una copula ricavabile solo per via empirica (esistenza come 'posizione') sulle orme dell'empirismo dell'esse est percipi. Alcuni suoi contemporanei, tra cui Fichte, Jacobi, Schelling, fecero notare che quella di Kant era un'instabile teoria della conoscenza, basata sulla negazione (arbitraria) del realismo filosofico, che lo chiudeva nell'ambito fenomenico e impediva, ad esempio, di usare il principio di causa nel suo valore ontologico. Per Fichte era illogico ammettere, come faceva Kant, che l'intuizione intellettuale (strumento filosofico per eccellenza con cui poter dedurre l'essere dall'idea) non avesse valore (cfr. Dottrina della scienza). Anche l'ultimo Schelling riformulò su queste basi la prova dell'esistenza di Dio, per lui conoscibile tramite la reciprocità di filosofia negativa e filosofia positiva (cfr. La filosofia della rivelazione).
Hegel fu poi il più critico di tutti nei confronti di Kant, contestandogli di anteporre la critica della conoscenza alla conoscenza stessa, creando una distinzione fasulla tra il conoscere l'oggetto e i modi del conoscere: 
(Hegel)
C'è poi da aggiungere che la Chiesa cattolica non ha mai dato credito alla tesi influenzata dalla filosofia kantiana, secondo cui le prove di san Tommaso sarebbero inconsistenti. Nell'ambito della neoscolastica, ad esempio, il teologo Alberto Grammatico, contestando le confutazioni moderne che le erano state mosse (tra cui quella kantiana), riaffermò la validità della dimostrazione tomista, da lui giudicata espressione di un "realismo metafisico" in opposizione alle «varie avventure del pensiero contemporaneo germogliato dal nominalismo».
Al giorno d'oggi anche in ambito laico è stata rivalutata in particolare la quinta via di san Tommaso, ad esempio dallo studioso Samek Lodovici, il quale ha inteso replicare alle obiezioni che le erano state mosse da Kant. Egli spiega che per Kant il finalismo, riscontrabile nell'esperienza della realtà, poteva fare inferire l'esistenza di un grande architetto, ma non quella di un creatore. Lodovici spiega però che «un ordinatore può solo agire dall'esterno, mentre le attività finalizzate degli enti procedono, per così dire, dall'interno […]; solo un ordinatore che abbia fatto le cose, cioè un Creatore, può determinare la costituzione intima di una cosa in modo che sia principio di un agire finalizzato.».

## La Trinità ed i misteri della fede
Il Dio cristiano è Uno e Trino, ossia Dio è la comunione delle tre Persone nell'unica natura divina (Padre, Figlio e Spirito Santo).
San Tommaso parla di Dio come Essere o Atto Puro, sempre riferendosi a Dio come ad un'unica Persona. Presume di dimostrare con le cinque vie l'esistenza di Dio, ma non che questo Dio è Trinitario. La Trinità di Dio (e del pensiero umano, a Sua immagine e somiglianza) per la filosofia scolastica restano fuori dal dominio della filosofia, un libero atto di fede del singolo, non dimostrabile con la ragione e oggetto della teologia, ancilla theologiae et regina scientiarum. Tuttavia, con i concetti della metafisica è possibile descrivere le Tre Persone della Trinità in termini di sostanza/accidente, Persona con ordine razionale, relazione di origine.
Con la ragione naturale si conoscono le creature e dalle creature si può risalire al loro principio, come dagli effetti si può risalire alla causa. Quindi con la ragione naturale si può conoscere Dio come Creatore, ma la virtù creatrice è comune a tutta la Trinità, e pertanto appartiene all'unità dell'essenza e non alla pluralità delle persone. Dunque non si può conoscere ciò che appartiene alla pluralità delle persone con la ragione naturale, ma è necessario ricorrere ai testi della Scrittura, per coloro che la riconoscono, per gli altri si può solo difendere la non assurdità di quello che la fede insegna.
Tommaso nota come il Padre esca continuamente fuori di sé in estasi, in un'incontenibile esplosione di amore, rendendo il Figlio partecipe di tutto ciò che Dio ha creato; lo Spirito Santo è la relazione di amore che lega il Padre al Figlio. Come l'Uno ineffabile di Plotino (Neoplatonismo), il Padre uscendo fuori di sé diventa Uno-che-è, l'essere di pensiero che non avendo il bene fuori di sé (l'Uno è ineffabile e nemmeno l'essere può vederlo o parlarne) pensa sé stesso, divenendo pensiero di essere e infine (come diceva Aristotele) pensiero di pensiero. Queste operazioni avvengono nell'eterno, dove non esiste tempo, dove non è differenza fra il prima e il poi, e perciò non si deve confondere una priorità logico - ontologica con una temporale.

## L'essere e gli enti
San Tommaso riprende la distinzione aristotelica fra Essere ed Essenza, rielaborandola con la distinzione fra ens per essentiam ed ens per partecipationem, centrale in tutta la filosofia scolastica.
(S. Th., I, q. 44, a. 1, ad 1))
(Summa contra Gentiles, I, 6,4)
Viceversa, il bene per essenza è anteriore al bene per partecipazione, ragione per cui è impossibile quindi che Dio sia composto di materia e di forma, perché la materia è potenza e principio individuativo, e partecipazione alla forma. Le forme che possono essere ricevute dalla materia sono rese individuali per mezzo della materia, che non può essere ricevuta in un altro soggetto, essendo essa stessa il primo sostrato [della realtà corporea]; la forma invece, di per sé, se non vi sono ostacoli, può essere ricevuta in più soggetti. Quella forma però che non può essere ricevuta dalla materia ed è di per sé sussistente ha la sua individuazione per il fatto stesso che non può essere ricevuta in un altro soggetto.

Poiché l'essere è l'attualità di ogni forma o natura: infatti la bontà o l'umanità non è espressa come realtà attuale se non in quanto si dice che esiste. È necessario che l'essere stia all‘essenza, quando ne è distinto, come l'atto alla potenza. Non essendoci dunque in Dio alcunché di potenziale, ne segue che in lui l'essenza non è altro che il suo essere. Quindi la sua essenza è il suo essere.
Dio non è causato, ma è causa di tutti gli enti, poiché l'essere appartiene intrinsecamente alla sua natura. Per lo stesso motivo, non si può dire che è causa di sé (causa sui).
Per Aristotele il sinolo, unione indissolubile di materia e forma, ha la proprietà dell'esistenza. Tommaso opera una distinzione fra essenza ed esistenza, affermando che vi sono enti reali ed enti logici privi dell'esistenza fisica, oggetto dei cinque sensi. La distinzione fra essenza ed esistenza coimplica il concetto di contingenza del reale, insieme di enti che c'è ma potrebbe non esserci o essere altrimenti: è possibile che una cosa sia vera ma che non sia reale, perché esistono molteplici verità alternative delle quali una sola si manifesta (es. la mela è rossa, la mela è gialla: per una singola mela, solo una delle due è vera).
Gli enti e Dio (che non è un ente) sono la propria essenza, ma soltanto Dio è la propria essenza e il proprio essere (ens per essentiam): vale a dire è Atto Puro, puro da ogni potenza e da ogni relativa imperfezione. La fonte biblica a sostegno è «Io sono colui che sono».
L'Essere, e non l'unicità, è la prima caratteristica esclusiva della natura di Dio, dalla quale si deducono tutti gli altri suoi Attributi o Nomi Divini: semplicità (non composto nemmeno di essere ed Essenza che in Lui sono identici), infinità, perfezione, unicità. Gli altri enti non sono il loro essere, ma lo hanno o ricevono o partecipano (ens per partecipationem) in Dio. L'analogia dell'ente al Creatore divino culmina nell'ente umano e negli angeli, creati secondo la Genesi a immagine e somiglianza di Dio.
Si hanno quindi tre principi:
- trascendenza di Dio;
- analogia dell'ente;
- Essere-Dio come Causa Prima e Atto Ultimo di ogni ente.

Dio non è un Corpo perché, per la infinita divisibilità del continuo, ogni corpo è in potenza, mentre Dio è Atto Puro; in secondo luogo, perché ogni corpo vive in forza di altro. È teorizzabile l'identità di Gesù, con la sua unità di Corpo e Anima, e la Persona del Padre, proprio e solo in quanto la Trinità trascende il creato.

Quando la Scrittura dunque attribuisce a Dio le tre dimensioni, essa indica sotto la figura dell‘estensione corporea l'estensione della sua potenza: cioè con la profondità il suo potere di conoscere le cose più occulte, con l'altezza la sua superiorità su tutto, con la lunghezza la durata della sua esistenza, con la larghezza l'effusione del suo amore su tutti gli esseri. Analogamente, la Scritture attribuiscono a Dio degli organi corporei a motivo delle loro operazioni, che si prestano a certe analogie. L'atto dell‘occhio, p. es., consiste nel vedere: quindi l'occhio attribuito a Dio indica la sua capacità di vedere in maniera intelligibile, non sensibile. E la stessa cosa vale per le altre parti.
L'Essere-Dio non solo dà la vita agli enti, ma li porta anche a compimento, ad essere la loro Essenza: l'essere fa uscire fuori l'essenza prima dal nulla e poi dalla sue cause, è un atto il quale fa esistere (ex-sistere, uscir fuori) l'essenza, Causa Prima che fa uscire fuori dal nulla per divenire un ente reale avente l'essere (ens est essentia habens esse), e Atto Ultimo che fa uscire l'ente fuori dalla cause per ultimarsi e compiersi nell'essere completamente e perfettamente la propria Essenza.
L'essere e l'essenza differiscono realmente negli enti composti, mentre negli enti semplici differiscono solo logicamente. Se così non fosse gli enti sarebbero Atto Puro come Dio, e Tommaso nega il panteismo, a favore della trascendenza di Dio. La mente umana per conoscere Dio opera una distinzione fra Essere ed Essenza che non è reale, per concludere che in Dio sono identiche, mentre nell'uomo restano distinte. Per Aristotele l'essenza è il vertice della metafisica al quale si fermano gli enti, per la Scolastica il punto più alto della metafisica è l'Essere, superiore all'Essenza: Dio che è Essere, è il fine e la fine del pensiero, e dell'essere della vita di ogni Ente.
L'ente è uno, vero, buono; ed è tanto più uno, vero, buono quanto più si compie come ente. Base della dimostrazione è il fatto che ogni ente non solo tende a essere nel mero senso di sopravvivere e conservare sé stesso uguale nel tempo: infatti, più dell'ente, il bene è un concetto più universale ed esteso ad un numero maggiore di oggetti, perché riguarda anche ciò che è desiderabile e ancora non esiste. Questa universalità nel tempo si accresce poiché: il bene aggiunge qualcosa all‘ente, come tutto ciò che aggiunge qualcosa all‘ente ne restringe il significato: come fanno la sostanza, la quantità, la qualità e simili. Quindi il bene restringe l'ente, e perciò non ogni ente è buono (Summa th., 005 "Il bene in generale", art. 3, comma 1).

E ciò che è più universale ha una priorità di ragione.(art. 2, comma 2-3), sia nel progetto razionale della creazione divina, che della mente umana che lo esplora.

Perciò, nel tendere ad "avere più essere" e perfezionare sé stesso, ogni ente tende ad essere sempre più atto e sempre meno potenza, quindi sempre più vicino e partecipe all'Atto puro che è Dio, anche nei suoi predicati di uno, vero, buono che in Dio e in ogni ente sono proprietà dell'atto, non della potenza. Si dice che l'ente è uno, vero e buono in senso pieno e assoluto -e non più solamente sotto un certo aspetto- quando si trova in possesso della sua ultima perfezione, e parallelamente non cessa di essere ente, ma da ente in senso pieno e assoluto, permanente solo sotto un certo aspetto: essendo Dio la perfezione massima di ogni qualità, unità verità e bontà perfette degli enti si realizzano con la fine dei tempi (dove non esiste potenza e atto) e con la loro piena identificazione in Dio in un Corpo Mistico, comunione dei santi e defunti.
La proprietà dell'essere è l'identità di unità-verità-bontà. Da ciò deriva che vi sono due cose che nemmeno Dio può fare: Dio non può fare il male (è buono) e non può creare un altro Dio (è uno, ergo non possono esservene due; in secondo luogo è infinito e due infiniti non possono coesistere). Importante è anche che Dio non può mentire perché è vero (verità): a questo argomento ricorrerà Cartesio con i suoi studi scolastici per dimostrare che il mondo davanti a noi è reale e non un'illusione, in quanto creazione di un Dio che è verità e non può illuderci o mentirci.
Gli enti creati (fra cui l'uomo) sono in qualche modo lontani dall'essere con infiniti gradi di perfezione (partendo dal più basso), non solo "sono meno" nelle singole attribuzioni, ma con infinite gradazioni viene anche a mancare la relazione d'identità esatta fra verità, bontà, unità. Ci sono persone veramente malvagie, unitamente (senza incoerenze interne) buone, ma non vere, ma per opportunismi, ecc.

## Causalità e Creazione
Se due enti hanno qualcosa in comune, esiste allora un ente che è loro causa. L'ente-causa ha poco o nulla in comune con gli altri due enti che si ritengono un suo effetto. In essi causa-effetto non sono costruiti considerando un solo effetto e una sola causa (fra due enti), ma fra tre: due "enti-effetto" e un terzo "ente-causa". La ragione procede così a costruire non delle semplici catene causa-effetto, ma un albero ramificato in cui ogni nodo è causa dei due enti sottostanti, suoi effetti.
La causa non è un ente completamente distinto dai suoi effetti, con gli effetti e fra loro anche la causa ha qualcosa in comune con i due effetti: due enti qualunque (anche di coordinate temporali e/o spaziali diverse), anche se non hanno niente in comune, hanno quanto meno in comune di essere nella stessa dimensione spaziale e temporale. In particolare, anche due enti di spazi ed epoche diverse a cui pensa un essere cosciente sono, comunque, nello stesso spazio-tempo, sebbene solo nella sua mente; quando nessuno li pensa, non sono proprio.

Intuitivamente, se un ente è uguale a quello visibile, un istante dopo si pensa che si tratta dello stesso ente; quanto maggiore è la diversità tanto più è ipotizzabile che quello che si manifesta per primo sia la causa di quello successivo.
La causa non è più definita dal precedere sempre un dato ente: si dice che "A" causa l'ente "B", se prima di "B" si vede sempre manifestarsi "A"; si aggiunge una seconda condizione per definire un ente come causa, che esso non ha poco o nulla in comune con gli altri due; e un'altra che si potrebbe raggruppare con la precedente, nota come pensavano la "causa" gli antichi Greci, che la causa si dà se due enti hanno qualcosa in comune (la causa è di due effetti).
Un ente è causa d'altri quanto meno ha in comune con gli effetti. Poiché l'essere è comune a tutti gli enti, non esiste un ente che sia causa dell'essere; la domanda "perché?" dell'essere non può avere risposta, ossia non si può dire perché il mondo è così e non altrimenti.
Essendo l'essere comune a tutti gli enti, esso se deriva da qualcosa, non può che derivare da un non-ente, ovvero dal nulla (che da Platone in poi è stato inteso in senso relativo anche dai filosofi che storicamente non poterono accedere ai suoi scritti). L'alternativa, come pensava Aristotele, è ipotizzare che l'essere non abbia proprio una causa e che il mondo esista da sempre.
Tommaso sostiene l'idea della Creazione per un motivo di fede (il racconto della Genesi), ma anche per un motivo filosofico che è una prova a sostegno del dato di fede e una forte convinzione personale: l'esistenza delle cause seconde. Causa-effetto sono sinonimi di potenza-atto; parlare di cause seconde significa articolare la distinzione aristotelica di potenza ed atto in potenza di una potenza, potenza di un atto, atto di una potenza, atto di un atto. La potenza, come la definiva Aristotele, sarebbe potenza di un atto; quello che era chiamato "atto" è con maggior precisione "atto di una potenza". La prima e l'ultima di queste, sono categorie ignorate dalla filosofia antica; Tommaso estende la nozione di potenza ed atto in una che include le due categorie aristoteliche e va oltre (aggiungendone altre due); propriamente non si dovrebbero più usare le parole "potenza" ed "atto", ma una delle quattro categorie proposte.
Il passaggio non è un vuoto cambio di parole, ma introduce due concetti che sono sostanzialmente diversi da quelli di potenza ed atto aristotelici.
La Creazione è avvenuta una sola volta; soltanto Dio può creare; Dio può agire nel mondo soltanto creando; ovvero il Creato non è dato una volta per tutte, ma la Creazione è continua, nel senso che in alcuni momenti (non in ogni causa-effetto), Dio vi interviene creando.
In particolare, lo stato che precede la Creazione è potenza di potenza, non potenza come la definiva Aristotele; in tale modo, col poter essere, è definibile una potenza che non è materia, e che può essere informe, essendo la materia indissolubilmente legata alla forma per Aristotele come per Tommaso.
Potenza di potenza e atto di un atto sono due modi di essere, due stati, in cui atto e potenza (forma e materia) non sono legati indissolubilmente. Entrambi dipendono dal fatto che potenza e atto possano esistere separatamente, e uno implica quindi l'altro. Il primo afferma la possibilità del mondo di evolversi, e il secondo l'esistenza di Dio come Atto puro.
Da notare è che il concetto di causa seconda che fonda l'idea di un mondo che evolve in modo indipendente (e libero, nel caso dell'uomo) dalla causa prima che è Dio, è lo stesso che fonda la potenza di potenza e la dipendenza del mondo da un Dio Creatore.
Tommaso riprende la distinzione fra creazione ex nihilo sui e creazione ex nihilo subiecti. Da Platone il non-essere esiste solo in senso relativo, relativo all'ente o all'essere stesso, per cui diviene lecito chiedersi: creazione dal nulla (dal non-essere) di che cosa? dal non-essere del soggetto creante, oppure dal non-essere della cosa creata.

Partendo da una tabula rasa, dal fatto che null'altro esiste, non vi sono altri enti cui è riferibile la creazione dal nulla:
- creatio ex nihilo sui: il soggetto ha la sostanza al suo interno, ma fuori di lui la cosa creata non esiste nemmeno in altra forma o accidente
- creatio ex nihilo subiecti: dove il soggetto creante esiste, ma nemmeno lui possiede l'essere e la sostanza della cosa creata.

Le due cose sono esclusive, o si crea dal nulla della cosa creata o si crea dal nulla del soggetto creante (ma in questo caso la forma e la sostanza della cosa creata devono già esistere all'esterno del creatore): la creazione dal nulla intesa come creazione sia dal nulla-di-sé sia dal nulla-dell'altro, è irrazionale e non può esistere.

Secondo Tommaso, la creazione è creatio ex nihilo sui, ma non creatio ex nihilo subiecti, al contrario Dio ripieno e ridondante di essere e di amore, ha dall'eternità al suo interno tutte le idee e forme delle cose create: in principio c'era solo Dio (Atto puro, o meglio Atto di un Atto, e non Atto di una potenza come sono invece gli enti), mentre degli enti creati non era nulla, né l'unione di materia e forma di cui sono fatti, né la forma senza materia ed esterna a Dio, né la materia senza forma ed esterna a Dio (si può parlare, come detto, di potenza che in realtà non è nulla, mentre non c'era la potenza di atto che è la materia aristotelica).
In questo, è ribadito il principio di causalità e dello scire per causas della Scolastica, come unica forma possibile di conoscenza: rispetto al rapporto di causa ed effetto tradizionale che si trova in qualsiasi evento nella natura (fatto di 4 cause), nella creazione si trova Dio che è Causa efficiente e Causa finale, mentre mancano le altre due cause: causa materiale e causa formale. Dio, prodigo di amore, crea il mondo in un'incontenibile esplosione di gioia, e scruta la profondità dello Spirito nell'abissale silenzio della Sua autocontemplazione Trinitaria.

## L'antropologia di san Tommaso
L'antropologia tomista nasce dall'esigenza di conciliare la dottrina platonico-agostiniana dell'immortalità dell'anima e di per sé sussistente, e la concezione aristotelica, che spiegava bene il sinolo di anima e corpo, ma, vista secondo errate interpretazioni, poteva portare ad affermare la mortalità dell'anima. San Tommaso citava Platone solo per criticarlo e prese le distanze da Agostino, del quale aveva pure grande stima, poiché era platonismo imbutus (imbevuto di platonismo).
Averroè aveva provato a superare questa difficoltà affermando che l'anima non è la forma razionale del corpo, perché l'intelletto, sia passivo che attivo trascende il corpo ed è universale, unico per tutti gli uomini. In questo modo salvaguardava l'immortalità dell'anima, ma finiva per annullare l'individualità dell'anima del singolo, e tale interpretazione era contraria alla Bibbia, secondo la quale dopo il giudizio universale ogni anima si ricongiungerà col proprio corpo. Tommaso risponde affermando che: se la forma è il principio che caratterizza la natura di un ente, e quindi anche nelle sue specifiche facoltà, e se l'uomo è caratterizzato dal suo essere razionale e dalla sua facoltà intellettiva, necessariamente la sua forma deve essere un principio intellettivo. L'anima è fortemente legata e relazionata al corpo (e questo è dimostrato dal fatto che è lo stesso uomo quello che coglie i principi primi, le realtà intelligibili, e contemporaneamente avverte i più bassi appetiti sensoriali), ma possiede un'esistenza autonoma e indipendente dal corpo. A dimostrazione di questa duplice esistenza dell'anima (una legata al corpo, l'altra da esso indipendente) Tommaso porta tre fatti: la reale constatazione del fatto che l'anima conosce tutti i corpi (ciò non avverrebbe se fosse un ente reale e corporeo), la capacità di cogliere realtà immateriali o concetti universali, e la capacità di configurarsi come autocoscienza. L'immortalità dell'anima è dimostrata dal fatto che essa è caratterizzata dal desiderio di vita, e pertanto ogni desiderio presente sulla terra vi è stato posto da Dio, ed Egli non ha creato nessun desiderio che non possa essere soddisfatto. Pertanto anche la "sete" di vita dell'anima deve essere per forza soddisfatta. In questo modo, inoltre, conserva l'individualità della vita dopo la morte.
Ogni ente che si muove è mosso da altro, e nella natura non si ha un moto senza fine; al contrario, anche in fisica ogni movimento è descritto da un vettore che ha intensità, direzione e verso e dunque pare avere un qualche fine.
Anche le traiettorie di comete ed astri, pur essendo ellittiche (senza verso, o meglio con una sua inversione periodica), mantengono una direzione calcolabile e avranno una fine del loro movimento (prima o poi si scaglieranno contro qualche corpo dell'universo).
Anche alla luce di scoperte astronomiche posteriori a Tommaso si è confermata l'impossibilità teorica e pratica del moto perpetuo.
Il fine è, per l'uomo, qualcosa di unico (l'uomo tende a porsi un solo obiettivo per volta) e di vero, almeno in potenza, e completamente vero quando sarà atto raggiunto (poiché non ha senso che la ragione si dia obiettivi velleitari e non raggiungibili). Dall'identità ampiamente dimostrata di uno, vero e buono, segue che il fine che è unico e vero (in quanto raggiungibile) è anche il bene dell'uomo. Dunque, darsi degli obiettivi è una regola etica; il problema del contenuto si limita alla scelta di obiettivi raggiungibili che siano veri.
I mezzi che ogni io impiega per raggiungere questo fine sono proporzionali a tale obiettivo e dunque l'"io" è un essere proporzionato al suo bene: il bene è il fine che cerca di raggiungere e, l'"io" è in quanto agisce.
L'"io" è un agire (come più tardi diranno gli idealisti) ed è in vita solo mentre agisce e si muove per qualche cosa; Dio, come il nostro Io che è a sua immagine e somiglianza, è un agire. Senza la Provvidenza diviene inconcepibile l'esistenza stessa di Dio. Per una sorta di unità dei contrari, l'identità di unità, verità e bontà, che fondano le 5 vie per dimostrare l'esistenza di un Dio trascendente, coimplica anche la continua azione di questo Dio nel mondo e nella vita di ogni Io.
Nell'atto creativo la divinità è passata da uno stato di non-mosso e non-movente ad uno stato di movente non-mosso. Nel Creato vale che omne quod movetur ab alio movetur ed ogni ente è in uno stato di "mosso" (mosso non-movente o mosso-movente).
Per Tommaso questo movimento non può essere eterno e tende ad uno stato di non-mosso che, a seconda del grado di unità, verità e bontà della creatura, sarà uno stato di non-mosso e non-movente (fine di ogni movimento) oppure il ritorno alla causa prima del movimento nello stato di movente non-mosso, ossia una creatura fuori dallo spazio-tempo, fisicamente non più in grado di muoversi, ma comunque libera di muovere parte del mondo.
Questo movimento non è un vagare senza senso eterno, con una fine qualunque, ma ha una fine determinata (non infinite possibili) che, essendo unica, è anche il suo fine. Dunque, la fine è il fine.

## Il problema del male
Riprendendo a teodicea agostiniana, Tommaso fa propria la nozione del male, inteso come non-essere e privazione del bene. Così afferma:
(Summa contra Gentiles III, 7)
Il male è la mancanza di una proprietà che appartiene all'essenza e che l'ente invece ancora non possiede.

## I quattro sensi della Sacra Scrittura
Tommaso d'Aquino fu l'erede di uno schema esplicativo detto dei quattro sensi della Scrittura, che si basava sulla distinzione fra il senso letterale e il senso spirituale (detto anche allegorico) dei testi sacri, noto fin dai tempi del Nuovo Testamento.
Nella Summa Theologiae (quaestio 10, articolo 10) Tommaso introdusse il senso letterale come il fondamento dei tre sensi spirituali della Sacra Scrittura: senso allegorico, senso tropologico e senso anagogico.
Nel 1266 fu pubblicato il De sensibus Sacræ Scripturæ, disputatio dedicata ai sensi della Scrittura.

## Sulla magia
Con riferimento alla magia, Tommaso scrisse:
- solamente Dio è capace di compiere miracoli, creare o trasformare;[22]
- angeli e demoni ("sostanze spirituali") possono fare cose meravigliose, ma non miracoli. Gli angeli usano semplicemente le cose naturali come strumenti;[23]
- qualsiasi opera efficace dei maghi non proviene dal potere di parole particolari, o da corpi celesti, o da figure speciali, o da magia simpatica, ma da un'invocazione e offerta;[23]
- i demoni sono sostanze intellettive che sono state create buone e hanno scelto di essere cattive, sono queste che vengono invocate;[24]
- se accade qualche trasformazione che non potrebbe verificarsi in natura, è o il demone che lavora sull'immaginazione umana o che prepara un falso.[25]

Un accenno alla stregoneria appare nella Summa Theologica (qu. 38, a. 2) e conclude che la chiesa non tratta l'impotenza temporanea o permanente attribuita a un incantesimo in modo diverso da quella delle cause naturali, quale una causa di impedimento al matrimonio.
Secondo il Canon Episcopi, la stregoneria non era possibile e gli atti di stregoneria erano un'illusione. Tommaso d'Aquino è stato determinante nello sviluppo di una nuova dottrina che includeva la fede nel vero potere delle streghe. Egli si discostò dalla dottrina di Alberto Magno che si basava sul Canon Episcopi. Nel XV secolo il Malleus Maleficarum, scritto da un membro dell'ordine domenicano, inizia citando san Tommaso ("Commentary on Pronouncements" Sent.4.34.I.Co.) e richiamandolo poi un centinaio di volte. I promotori della fobia delle streghe che seguì spesso citavano Thomas più di ogni altra fonte.

## Etica

### La natura dell'uomo
Per Tommaso l'etica non è il pieno raggiungimento del fine ultimo dell'uomo, ma è solo un orientamento per la condotta umana che ha lo scopo di indirizzare l'uomo al suo proprio fine. Tale fine ultimo, come per Aristotele, è la felicità, cioè la beatitudine. Per Aristotele il "bene" era ciò che perfezionava l'uomo e portava a compimento la sua natura, ma Tommaso va oltre, e dice che è il "sommo bene" che realizza davvero e al massimo grado la natura umana. Poiché il carattere specifico dell'uomo è la ragione, allora, per Tommaso, l'unica "azione" possibile per raggiungere la beatitudine è di genere intellettuale; tuttavia, al contrario di Aristotele, che poneva l'uomo stesso come oggetto di tale "contemplazione intellettuale", Tommaso pone invece Dio come oggetto primo ed ultimo della contemplazione. La beatitudine, per Tommaso, è infatti la "visione dell'essenza di Dio", che è nient'altro che l'operazione più nobile e più alta dell'uomo. In ogni uomo, infatti, vi è naturale desiderio di conoscenza, poiché ciascuno, vedendo un "effetto", vuole conoscerne la "causa"; questo vale per le cose superficiali e terrene, e tanto più vale per le cose spirituali e divine. Se l'uomo non si sforza di soddisfare tale desiderio andando oltre il mondo fisico, rimarrà in eterno insoddisfatto; tale, dunque, sarebbe in primo luogo la condanna eterna, cioè il dolore dell'esser privati della visione di Dio.
L'etica tomista sottolinea il legame fra essere morale, ragione e fine ultimo, così come tra bene, verità e bellezza.

### Il libero arbitrio e la morale
L'etica di Tommaso si fonda sulla "libertà" dell'uomo, poiché, come egli dice, solo l'uomo possiede il libero arbitrio, inteso nel senso originale di "libertà di giudizio", in quanto solo l'uomo è padrone del giudizio, in quanto egli solo può giudicare attraverso la ragione il suo stesso giudizio. Inoltre, il libero arbitrio, per Tommaso, non è affatto in contrasto con la Provvidenza divina che ordina le vicende del mondo, perché essa è "al di sopra" d'ogni giudizio e libertà umana, e nel Suo agire già ne tiene conto; il libero arbitrio non è in contraddizione nemmeno con la predestinazione alla salvezza, per Tommaso, poiché la libertà umana e l'azione divina di Grazia (che è la conseguenza della predestinazione) tendono ad unico fine, e hanno una medesima causa, cioè Dio. Per quanto riguarda la morale, Tommaso, come Bonaventura da Bagnoregio, dice che l'uomo ha sinderesi, ovvero la naturale disposizione e tendenza al bene e alla conoscenza di tale bene. Tuttavia, egli necessita di opportuni mezzi, per valutare ogni caso di comportamento che gli si presenti. Tali mezzi sono:
1. La coscienza, intesa come capacità di ragionamento pratico e dunque di applicazione dei principi morali universali alle situazioni concrete particolari;
2. La prudenza, cioè la virtù pratica che consente di valutare rettamente in ogni caso particolare;
3. La volontà, che è il mezzo per decidere se tendere ad un bene per sé stesso, oppure per tendere ad un altro comportamento, moralmente sbagliato;
4. La virtù, ovvero l'agire secondo natura e secondo ragione. Tuttavia, la virtù è un habitus, un "abito" consolidato nella natura.

Tommaso riprende da Aristotele le quattro virtù cardinali (ovvero giustizia, temperanza, prudenza e fortezza) ma introduce, in più, le tre virtù teologali cristiane (fede, speranza e carità), che occorrono al conseguimento della beatitudine eterna.
L'etica tomista è un'etica dei fini e dei valori poiché a suo fondamento c'è il concetto di fine di diritto, inteso come fine derivato da una metafisica dell'uomo e proprio della natura umana, fine che Max Scheler chiama valore. Esso si contrappone al fine empirico o di fatto (il piacere, la felicità) che il singolo uomo determina per se stesso. Il fine ultimo reca con sé la gioia ed è la perfezione La beatitudine e coincide con la conoscenza di Dio, fine ultimo di ogni ente intelligente o sostanza intellettuale.

### Liceità della pena di morte
Sant'Agostino e san Tommaso d'Aquino sostengono la liceità della pena di morte sulla base del concetto della conservazione del bene comune. L'argomentazione di Tommaso d'Aquino è la seguente: come è lecito, anzi doveroso, estirpare un membro malato per salvare tutto il corpo, così quando una persona è divenuta un pericolo per la comunità o è causa di corruzione degli altri, essa viene eliminata per garantire la salvezza della comunità (Summa Theologiae II-II, q. 29, artt. 37-42). Il teologo sosteneva tuttavia che la pena andasse inflitta solo al colpevole di gravissimi delitti, mentre all'epoca veniva utilizzata con facilità e grande discrezionalità. I casi di morte giusta sono quindi: uccisione del tiranno, legittima difesa.

## La posizione sulla donna
Nella Summa Theologiae scrive:
(Iª q. 92 a. 1 co)
Questo è nient'altro che è una riesposizione del testo biblico. Ma Tommaso prosegue dicendo che: 
(Iª q. 92 a. 1 ad 1)
Si tratta qui di altri autori della Scolastica, cosa che indica dunque la presenza, all'epoca, di un dibattito sul tema della sessualità. Per Tommaso, dunque, la donna non avrebbe doveri pari a quelli degli uomini, ma il suo unico dovere sarebbe la generazione, cosa che nessun uomo potrebbe fare. La donna avrebbe pari dignità morale dell'uomo davanti a Dio, solo nel caso in cui scelga la vita monastica, equivalente nella filosofia tomista alla scelta di essere sposa di Gesù Cristo: la scelta di essere moglie, pur priva di peccato, non pone sullo stesso piano etico entrambi i coniugi davanti a Dio.
Il testo prosegue con una breve esposizione della differenza tra riproduzione asessuata e riproduzione sessuale, per chiarire il punto di vista: evidentemente, quello biologico. Tommaso, tuttavia, mantiene il legame con la tradizione del pensiero cristiano medioevale del secolo precedente (definito da alcuni storici il "secolo delle donne"), senza lasciarsi totalmente trascinare dal richiamo ai pregiudizi del mondo antico.
Pertanto, scrive anche: 
(Iª q. 92 a. 1 ad 3)
Secondo san Tommaso, ogni ente in quanto opera di un Creatore perfetto e intelligente, avrebbe dall'inizio una legge naturale, composta da un proprio fine e da un modo e ordine debiti al raggiungimento di tale fine. Questa legge naturale non può che essere una e vera e buona, per due motivi: il creato per analogia dell'Ente è a immagine e somiglianza del creatore, e la legge naturale nel creato è posta da un Dio che è Uno, Verità e Sommo Bene.
Se l'ente segue il debito modo e il debito ordine al raggiungimento del suo proprio fine, vale a dire segue la legge naturale datagli dal Creatore, non può che automaticamente raggiungere l'obiettivo e il possesso della cosa amata. Tale obiettivo e possesso può essere raggiunto unicamente tramite un solo debito modo e un solo debito ordine, e non per un'altra via scelta liberamente o comunque intrapresa, essendo unica la legge naturale di ogni ente (modo, ordine e fine).
Il piacere e la felicità, per ogni ente e non solo per l'essere umano, consistono nel raggiungimento del fine proprio. L'uomo è un particolare animale, libero e cosciente, che può scegliere di non seguire la propria legge naturale e cadere nella colpa-peccato, perché devia dall'ordine divino e naturale delle cose.
L'uomo ha una molteplicità di bisogni-fini, sia materiali e spirituali: poiché, come ogni ente, è un sinolo, un unicum inscindibile di materia e forma, anche i bisogni materiali e spirituali sono "mescolati" e non stratificati in piani successivi, raggiungibili separatamente in momenti diversi. Esiste una pluralità di fini particolari, che generano un piacere momentaneo e transitorio, perché per soddisfare un bisogno, inevitabilmente ne trascurano altri: l'unicità del fine, riguarda l'unico fine che in un solo istante realizza contemporaneamente tutti i bisogni materiali e spirituali della persona. Questo fine genera un piacere che Tommaso chiama ordinato e che è uno stato di quiete dopo il raggiungimento del proprio fine, senza voler passare all'obiettivo successivo perché tutti i bisogni della persona sono già stati soddisfatti.
Pure nella sessualità esiste un fine che non è solo procreativo, che altrimenti si limiterebbe al mero coito, ma è duplice, fine unitivo e procreativo. Grazie al fine unitivo, l'atto sessuale dell'essere umano possiede un modo e ordine proprio, diverso dalla sessualità animale, fatto di uno scambio di amore e tenerezze.
Dalla teologia di Tommaso, attenta ai fenomeni naturali, la Chiesa deriva dunque la concezione della sessualità come complementarità soprattutto spirituale (in ogni caso antropologica), oltre che biologica, dove la donna non è solo un mezzo necessario per la generazione (che tale sarebbe la sua funzione biologica), ma è anche la parte mancante senza la quale l'uomo sarebbe monco, e lo stesso mondo, inteso come ordine, sarebbe incompleto, cioè privo di ordine. Per Tommaso, in sostanza, a livello biologico la donna è inferiore all'uomo, ma in ogni livello (compreso quello biologico) è l'armonico che completa la disarmonia (cioè l'uomo). La donna è intesa come uomo mancato (Eva privata della costola di Adamo, creata dopo Adamo), uomo difettoso, seconda scelta della natura (che predilige la nascita del sesso maschile), sesso debole (lavirtus è maschile), sesso inferiore, macchina per fare figli, e al contempo complemento armonico sufficiente ma non necessario dell'uomo a tutti i livelli, restando la castità sacerdotale e dentro il matrimonio una virtù superiore alla sessualità finalizzata alla procreazione a partire dalle figure vergini di Maria e di Gesù, in ragione del fatto che i vergini pensano solo a piacere a Dio, mentre moglie e marito pensano anche agli affari del mondo e a piacersi l'uno con l'altra. Solamente le donne consacrate, in quanto spose di Cristo, acquistano da tale scelta pari dignità all'uomo.
Tommaso riprende da Aristotele l'idea che l'uomo è il principio attivo e la donna il principio passivo nella vita coniugale. Il trattato De generatione animalium di Aristotele fu compendiato da Avicenna e Averroè, e parafrasato da Alberto Magno (maestro dell'Aquinate, e autore del De Animalibus) e commentata da Pietro Ispano. Nel Medioevo era disponibile una versione tradotta dal greco attribuita al domenicano Guglielmo di Moerbeke. In vari passi del trattato, compare la dottrina che il seme maschile è causa formale e il mestruo femminile è materia della generazione. L'affermazione che il seme possiede l'anima in potenza deriva da Aristotele, che mostra chiaramente la considerazione del seme come principio attivo della vita. Dal fatto che il mestruo è simile al sangue e che esso viene espulso quando non avviene la fecondazione, Aristotele deduce che il seme maschile sarebbe l'unico elemento attivo del processo di riproduzione, ovvero il portatore della forma (cioè dell'anima) la quale attuerebbe e controllerebbe la generazione e lo sviluppo del nuovo individuo. Il seme femminile sarebbe invece la materia informata dall'atto del seme maschile e che conterrebbe solo le forme femminili che ovviamente non potrebbero derivare dal seme maschile.
Spetta all'uomo il ruolo principale nell'educazione dei figli, che possono crescere solo col padre, mentre una madre non sarebbe in grado di allevarli da sola. L'intera sessualità è finalizzata alla procreazione, che non si completa, giustifica e nobilita con l'atto sessuale, ma col successivo compito di educare e crescere i figli.
Il fine procreativo deriva dall'osservazione del mondo animale, manifestazione della legge naturale divina comune all'uomo, nel quale sembra prevalere l'accoppiamento sessuale soltanto nel periodo della riproduzione; deriva dalla teoria anche di Agostino della compensazione col bene maggiore della prole da educare, della colpa del piacere nelle sue forme (non solo l'atto sessuale procreativo, ma anche le carezze e i toccamenti all'interno della coppia); deriva dalla convinzione dell'epoca che lo sperma è la causa necessaria e sufficiente della vita (ignorandosi il concetto di ovulazione femminile e di embrione), è già vita umana che la donna si limita ad accogliere in grembo, per cui diviene egualmente peccato secondo all'omicidio tutto ciò che comporta il rischio di emissione di liquido e di una mancata generazioni di vita (aborto, coito interrotto, posizioni, anale, orale, la prostituzione, omosessualità, masturbazione), oltre alla colpa del piacere personale fine a sé stesso. Se per Tommaso l'uomo si distingue dagli animali per avere un'anima, nel coito e nella sessualità in generale la legge naturale è la stessa, e in nulla si differenzia dal mondo animale.
Risultano da ciò peccati meno rilevanti l'adulterio, lo stupro e la violenza sessuale, o il matrimonio combinato, quando non viene meno la procreazione, intesa quindi principalmente non come scopo di una volontà libera di uomo e donna, ma come la fine di un atto. Non è una moralità dell'intenzione che pone l'enfasi sulla volontà dei partner, sull'amore inteso come dono gratuità e fedeltà del proprio corpo a quello dell'altro, anche durante l'atto sessuale.

## La legge e la politica

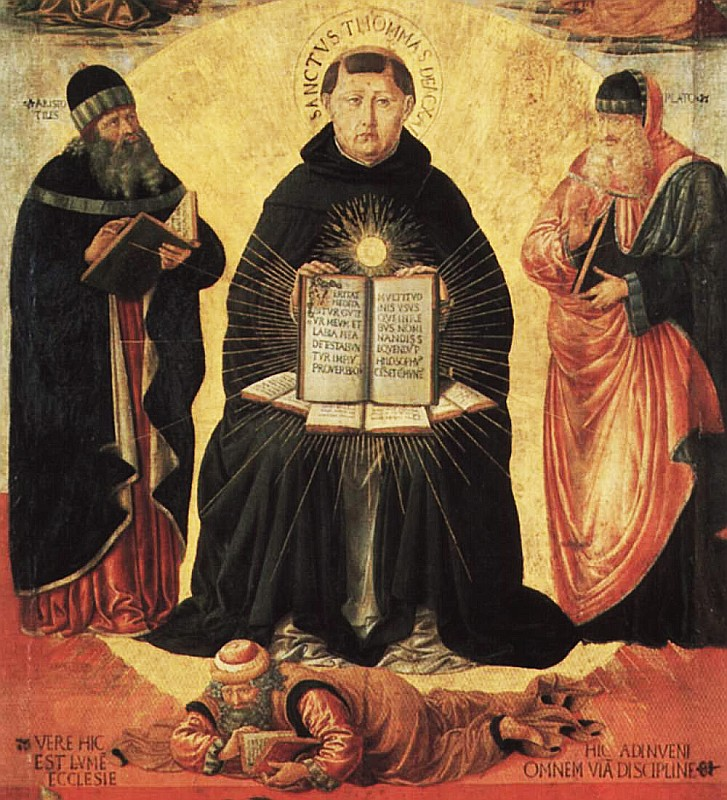
Il trionfo di san Tommaso su Averroè

Tommaso studiò a fondo il diritto e la giustizia, considerandoli i pilastri della società e differenziandone le fonti.
Infatti, la prima fonte della giustizia, per Tommaso, è la "ragione divina", insondabile e inconoscibile per l'intelletto umano, e che pure dev'essere accettata dagli uomini con umiltà. Tale giustizia concerne la legge divina, che è guida dell'uomo verso la beatitudine eterna. Altra fonte di giustizia è poi la "legge naturale", che è ben conosciuta dalla ragione ed è formata da principi universali che sono comuni a tutti gli uomini (come ad esempio la generazione). Dunque, la "legge umana" ha come suo fondamento sia la legge divina che quella naturale, ma serve in realtà solamente a guidare ed a frenare, in certi limiti, il comportamento degli uomini che non si sottomettono alla legge divina e che, dunque, sono malvagi per definizione.
Il teologo opera, anche, una precisa differenza tra diritto e giustizia: per Tommaso il diritto è "la proporzione tra il profitto che il mio atto produce ad un altro individuo e la prestazione che questi mi deve in cambio"; la giustizia, invece, è "la perpetua e costante volontà di riconoscere e attribuire a ciascuno il suo diritto" (constans et perpetua voluntas iustum suum cuique tribuendi) citando la definizione del giurista romano Eneo Domizio Ulpiano nelle sue Regole.
Dalla concezione politica da Aristotele riprende:
- le tre possibili forme del Governo: monarchia, aristocrazia, politeìa.
- l'ordinamento preferenziale delle tre forme: monarchia, aristocrazia, politeìa.
- le tre rispettive degenerazioni: tirannia, oligarchia, demagogia.
- l'ordinamento preferenziale delle tre degenerazioni: demagogia, oligarchia, tirannia.

Alla cosa migliore si contrappone sempre quella peggiore. Così in politica, se è vero che il governo di uno solo è migliore del Governo di pochi e di molti; così al contrario, tra le degenerazioni, la tirannide di uno solo è peggiore della tirannide di pochi (oligarchia) e della tirannide di molti (demagogia).

Per questa antisimmetria, è opportuna una forma mista di Governo.
A sostegno di questo ordinamento, Tommaso aggiunge motivazioni teologiche: la monarchia è non solo come trasposizione nell'umano della monarchia divina, ma anche in quanto il re non è il tiranno, ma è colui al quale il popolo ha delegato la propria libertà e sovranità in nome della pace, dell'unità e del buon governo (ovvero il bene comune). 
Tommaso afferma che la migliore forma di governo fra queste tre è la monarchia, ma tenendo conto delle tre possibili e probabili degenerazioni è un misto delle tre con un ruolo prevalente della forma monarchica:

(Somma Teologica (I-II, q. 95, a. 4)
(S. Th., I-II, q. 105, a. 1, in corpore).)
Comunque, anche se riconosce la positività dello Stato (monarchico), Tommaso pone dei solidi limiti all'azione della società e della politica quando afferma che l'uomo "nel suo essere, nel suo potere e nel suo avere deve essere ordinato a Dio" e non alla società politica. In sostanza, afferma che, al di là dei diritti e dei doveri sociali e politici, l'uomo deve tendere interamente a Dio, poiché il suo governo spirituale è affidato ad un solo re, cioè Cristo. Tale però non è affatto una visione teocratica, come hanno detto alcuni, ma è la distinzione tra la sfera visibile e la sfera invisibile dell'uomo: esteriormente egli deve obbedire ad un re terreno, ma interiormente deve obbedire solo a Cristo Re, e può (anzi, deve) disobbedire al re terreno solo se egli viene in contrasto col re interiore Gesù Cristo.
Egli credeva che dopo la dissoluzione dell'impero cristiano l'ordine fosse mantenuto dal Papa, il quale tratteneva l'Anticristo fungendo da Nocchiero nei confronti del Re, consigliandolo e guidandolo nella guida del popolo e dell'umanità in generale.

## Le posizioni economiche della Scolastica
La Scolastica condannò con durezza il prestito di denaro contro interesse, come usura, qualunque fosse il tasso d'interesse applicato. Tommaso fece un'apertura, dichiarando legittimo il pagamento di un interesse per la disponibilità (immobilizzo) di denaro del creditore, considerando che fino alla restituzione del debito il creditore è privato delle sue finanze.
La Scolastica sosteneva il valore convenzionale della moneta, per il quale la moneta vale soltanto se le persone che la usano le riconoscono un valore, usandola come mezzo di scambio. Tale condizione è necessaria, ma non sufficiente. Le monete non acquistano valore perché le persone lo riconoscono usandole; devono avere un valore intrinseco.
La Scolastica univa valore intrinseco e valore convenzionale della moneta, che sono spesso contrapposti. Nell'Alto Medioevo cominciavano a circolare note-da-banco (poi chiamate banconote) di sola carta che erano utilizzate nei pagamenti e valevano quanto le monete d'oro: ciò provava che la moneta può avere un valore per il semplice fatto che le persone lo riconoscono (valore convenzionale come condizione sufficiente della moneta).
Secondo i filosofi scolastici la moneta era una merce come le altre che serve ad acquistare altre merci. La moneta-merce si compra contro un'altra merce che può essere un'altra moneta oppure oro; perché chi detiene moneta possa incassare oro è necessario che la moneta possegga un valore tale da giustificare il prezzo pagato. Tale valore non è la capacità di acquistare beni di importo equivalente che garantisce la moneta (valore della moneta, ma non intrinseco), ma è un valore intrinseco che avrebbe anche senza essere usata come mezzo di scambio; ad esempio l'oro con cui è coniata. In questo modo, chi compra monete compra l'oro di cui sono fatte, o l'oro che è depositato in garanzia della nota-da-banco.
Il valore intrinseco implica un valore convenzionale, mentre non dovrebbe valere il contrario (anche se il valore convenzionale, cioè la sicurezza che altri accetteranno in pagamento il denaro, è un valore della moneta).
La Scolastica dichiarò legittimo il corrispettivo di un interesse aureo e non usurario per i prestiti nel solo caso in cui il credito avesse comportato la temporanea sottrazione del godimento di un bene al suo legittimo proprietario, il creditore. La creazione di moneta da parte di quanti erano privi di un controvalore reale muniti del solo monopolio legale o diritto di signoraggio, era considerata contrario alla legge di Dio e all'ordine divino e naturale, pertanto non meritoria del riconoscimento di alcun tipo di interesse.

La pretesa della proprietà della moneta creata dal nulla e/o dei relativi interessi sul debito è considerata l'abuso tipico di un tiranno, per il quale esiste una specifica teoria. Essa trova fondamento nell'evangelico Date a Cesare quello che è di Cesare e a Dio quello che è di Dio (Marco 1:17).

## Eredità nella Chiesa Cattolica
Nel XVI secolo, nuovo impulso al tomismo arrivò dalla Scuola di Salamanca. Secondo il padre domenicano francese Jean-Pierre Torrell (n. 1927), dopo le esperienze del Neotomismo e la Neoscolastica nel XX secolo, Roma, Friburgo, Tolosa, Varsavia, Utrecht, Washington e Buenos Aires si affermarono (o confermarono) come i più importanti centri di produzione, diffusione e fruizione del tomismo a livello mondiale.
L'enciclica Aeterni Patris di Papa Leone XIII (1879) rilanciò il tomismo scolastico e il pensiero di san Tommaso d'Aquino come la massima autorità fra tutti gli autori cristiani, "a preferenza di tutte le altre", fondamento primo della formazione dei sacerdoti e di tutti gli ordini religiosi riconosciuti dalla Chiesa Cattolica.

## Le 24 tesi tomistiche di san Pio X
Con il motu proprio Doctoris Angelici (29 giugno 1914), papa Pio X prescrisse che in tutti i corsi di filosofia dovessero essere insegnati "i principi e le principali dottrine di s. Tommaso" e comandava ai maestri di teologia degli istituti con facoltà di conferire gradi accademici di avere la Summa Theologiae come il loro libro di testo. Il 27 luglio 1914 la Sacra congregazione degli studi, con l'approvazione di Pio X, pubblicò XXIV tesi e proposizioni che alcuni professori avevano sottoposto alla loro attenzione per averne una garanzia di sicuro tomismo. Sempre il 27 luglio 1914 papa Pio X promulgò il decreto Postquam sanctissimus, stabilendo che le 24 tesi formulate "da insegnanti di varie istituzioni [...] contenevano chiaramente i principi e più importanti insegnamenti" dell'Aquinate.
Nuovamente, il 7 marzo 1916 la Congregazione dei Seminari e delle Università, con l'approvazione di papa Benedetto XV, stabilì che le 24 tesi non erano definizioni dogmatiche, sebbene:
Le tesi rispettano il seguente schema:
- La metafisica tomistica — dalla I alla VII tesi;
- La cosmologia tomistica — dalla VIII alla XII tesi;
- La psicologia razionale tomistica — dalla XIII alla XXI tesi;
- La teologia naturale tomistica  — dalla XIXI alla XXIV tesi.

## Influenza sul pensiero ebraico
Le dottrine di Tommaso d'Aquino, a causa della loro stretta relazione con quelle della filosofia ebraica, trovarono grande favore tra gli ebrei. Judah ben Moses Romano (nato nel 1286) tradusse alcune sezioni della Summa contra Gentiles (Neged ha-Umot), alcune sezioni del Commentario di Tommaso al Liber de causis (che incorporò nella sua traduzione del De causis), e, soprattutto, il De ente et essentia (Maʾamar ha-Nimṣaʾ we-ha-meṣiʾut), accompagnato da alcune note di commento.
Il rabbino Hillel ben Shemuel di Verona fu a tal punto attratto dalla filosofia di Tommaso d'Aquino da essere definito "il primo tomista ebreo della storia". Ad esempio, nel Tagmulé ha-Nefesh riporta ampiamente una traduzione del De Unitate Intellectus di Tommaso, del quale riprende anche gli argomenti per dimostrare l'immortalità individuale dell'anima.
Elijah ben Joseph Chabillo (1470) tradusse, senza il titolo ebraico, le Quaestiones Disputatae, la Quaestio de Anima, e il De Animae Facultatibus, con il titolo Ma'amar be-KoḦot ha-Nefesh (a cura di Jellinek).
Abraham Nehemiah ben Joseph (1490) tradusse i Commentarii in Metaphysicam. Secondo Moses Almosnino, Isaac Abrabanel tradusse la Quæstio de Spiritualibus Creaturis, ma la sua traduzione risulta oggi perduta. Abravanel si dimostra comunque buon conoscitore della filosofia di Tommaso d'Aquino, che menziona nella sua opera Mif'alot Elohim (vi. 3). Il medico Jacob Zahalon († 1693) tradusse alcuni estratti della Summa contra Gentiles.

## Il Tomismo nella Chiesa Ortodossa
Il pensiero di Tommaso d'Aquino ebbe studiosi anche nell'oriente greco. Le Summe di Tommaso d'Aquino furono tradotte in greco nel XIII secolo dai fratelli Demetrio e Procoro Cidone. Il maggiore sostenitore del tomismo in oriente fu il Patriarca di Costantinopoli, Gennadio Scolario.
Particolarmente influenzati dal pensiero di Tommaso furono i teologi greci critici dell'esicasmo, i cosiddetti tomisti orientali, come i fratelli Cidone, Barlaam di Seminara, Gregorio Acindino e Giovanni Ciparissiota.
Il missionario domenicano Bartolomeo da Bologna e il frate domenicano armeno Yovhannēs K‘ṙnec‘i, introdussero il clero armeno alle sofisticate teologie di Anselmo d'Aosta, Abelardo e Tommaso d'Aquino. Bartolomeo da Bologna tradusse in lingua armena un certo numero di opere teologiche latine, tra le quali la Summa contra Gentiles e una parte della Summa Theologica. Hovhannes Erznkatsi  tradusse alcune parti della Summa Theologiae di Tommaso d'Aquino in armeno. Le traduzioni delle opere teologiche di Tommaso d'Aquino causarono una profonda trasformazione nella letteratura teologica e filosofica armena.  I teologi armeni svilupparono una profonda affinità con il pensiero di Tommaso d'Aquino, un fatto che contribuì ai tentativi di unione della Chiesa apostolica armena con Roma nel corso del XV secolo.

## Rapporto con la fenomenologia
S. Tommaso fu oggetto di studio da parte di fenomenologi come Edith Stein, Martin Heidegger, Max Müller, Karol Wojtyla, Josef Seifert, Jean-Luc Marion, Emmanuel Falque e Jean-Louis Chrétien. Secondo questi autori, il tema centrale è il donarsi dell'Essere. Tomismo e fenomenologia sono accomunati dall'esperienza sensibile, dalla custodia
dell'universalità e dall'apertura alla trascendenza.
Lo stretto rapporto fra le due correnti di pensiero fu intuito dalla Société Thomiste, che il 12 settembre 1932 organizzò delle giornate di studio a Juvisy cui presero parte numerosi esperti.
Étienne Gilson ebbe a dire:
(É. GILSON, L'être et l'essence, Librairie Philosophique J. Vrin, Paris 1981, p. 22.)

## Opere di san Tommaso d'Aquino
- Ad Bernardum (A Bernardo)

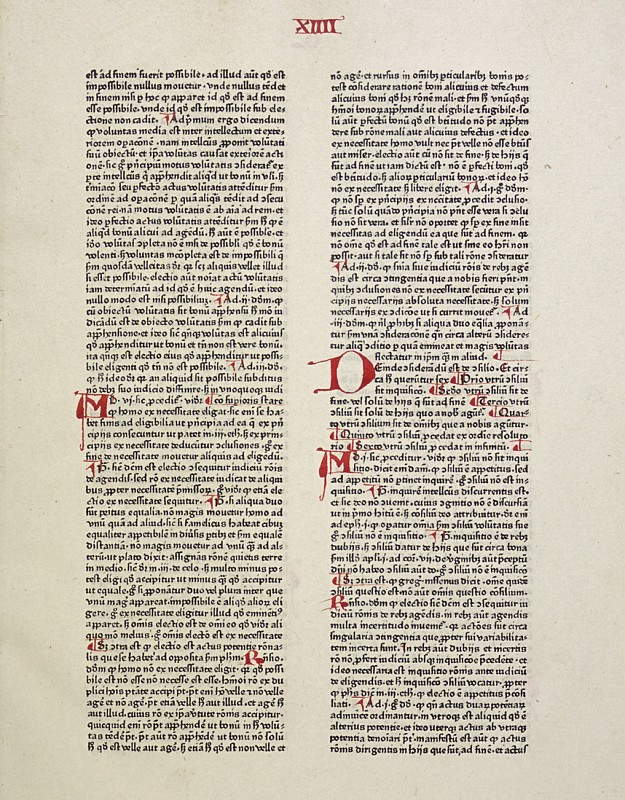
Una pagina della Summa theologiae

- Aurora Consurgens (Il sorgere dell'aurora)
- Compendium theologiae (Compendio di teologia)
- Contra errores Graecorum (Contro gli errori dei Greci)
- Contra impugnantes Dei cultum (Contro coloro che avversano il culto di Dio)
- Contra retrahentes (Contro coloro che distolgono)
- Contra Saracenos (Contro i Saraceni, cioè i Musulmani)
- De aeternitate mundi (L'eternità del mondo)
- De alchemia (L'alchimia)
- De anima (L'anima; dalle Quaestiones disputatae)
- De articulis Fidei (Gli articoli della Fede)
- De ente et essentia (L'ente e l'essenza)
- De forme absolutionis (La forma dell'assoluzione)
- De lapide philosophico (La pietra filosofale)
- De malo (Il male; dalle Quaestiones disputatae)
- De motu cordis (Il moto del cuore)
- De operationibus occultis (Le operazioni nascoste)
- De perfectione (La perfezione)
- De potentia (La potenza; dalle Quaestiones disputatae)
- De principiis naturae (I principi della natura)
- De rationibus Fidei (Le ragioni della Fede)
- De regimine principum (Il governo dei principi; scritto politico incompiuto)
- De spiritualibus creaturis (Le creature spirituali)
- De substantiis separatis (Le sostanze separate)
- De unione Verbi Incarnati (L'unione del Verbo Incarnato)
- De unitate intellectus contra Averroistas (L'unità dell'intelletto contro gli Averroisti)
- De veritate (La verità; dalle Quaestiones disputatae)
- De virtutibus, (Le virtù; dalle Quaestiones disputatae)
- Summa contra Gentiles (Il complesso contro i Gentili; rivolta contro i Gentili, cioè i Musulmani ed i pagani, per sostenere la superiorità della religione cristiana)
- Summa theologiae (Il complesso della teologia)